# Medemblik
Medemblik (Tây Frisia: Memelik) là một đô thị ở tỉnh Noord-Holland của Hà Lan và vùng Tây-Frisia. Medemblik nhận được tư cách thành phố năm 1289. Ngày 1/1/2007, đô thị này được sáp nhập với các đô thị Noorder-Koggenland và Wognum nhưng vẫn giữ được tên dù đây là đô thị nhỏ nhất trong 3 đô thị.